# 埼玉大学
埼玉大学（さいたまだいがく、英語: Saitama University）は、 埼玉県さいたま市桜区大字下大久保に本部を置く国立大学。略称は埼大（さいだい）。

## 概説

### 大学全体
埼玉大学は官立浦和高等学校（1921年（大正10年）が起源の文科・理科からなる官立の旧制高等学校）、埼玉師範学校（1873年（明治6年）が起源）、埼玉青年師範学校（1922年（大正11年）が起源）の3校を統合して、1949年（昭和24年）に新制国立大学として当時の浦和市に設立された。現在では5学部（教養・教育・経済・理・工）、3大学院研究科（人文社会科学・教育学・理工学）を有する総合大学であり、また埼玉県で唯一の国立大学である。

### 理念・基本方針
埼玉大学は以下の2つを理念・基本方針としている。
1. 市民社会の中核となるべき人材の育成
2. 時代の要請に応える知識と技術の創出

### 教育および研究
埼玉大学の教育は、以下の3つの原則を基礎としている。
- 深さ (Depth) 高度な専門性
- 広さ (Breadth) 幅広い知識と教養
- 相互関連性 (Coherence) 諸領域の知識の体系的関連性

## 歴史

### 年表
- 1873年 (明治6年)  - 埼玉県師範学校設置
- 1921年（大正10年） - 旧制浦和高等学校設立
- 1944年（昭和19年） - 埼玉青年師範学校設立
- 1949年 - 新制埼玉大学設置。
  - 官立浦和高等学校を母体とする文理学部、埼玉師範学校・埼玉青年師範学校を母体とする教育学部の2学部。
- 1954年 - 経済短期大学部開設。
- 1957年 - 奥秩父自然科学研究所秩父山寮開所。
- 1963年 - 工学部設置。
- 1964年 - 浦和市常盤地区、北浦和地区より現在の下大久保キャンパスに移転（1969年まで）。
- 1965年 - 文理学部を教養学部、経済学部、理工学部に改組し、工学部を一旦廃止、教育専攻科、教養部を設置。
- 1967年 - 工学専攻科設置。
- 1969年 - 理学専攻科設置。
- 1972年 - 文理学部廃止。
- 1973年 - 工学専攻科廃止、大学院工学研究科設置。
- 1976年 - 理工学部を改組、理学部を新設、工学部を再設置。
- 1977年 - 大学院文化科学研究科、政策科学研究科設置。
- 1978年 - 大学院理学研究科設置、理学専攻科廃止。
- 1984年 - 理工学部廃止。
- 1988年 - 教育学部に社会教育総合課程を設置。
- 1989年 - 大学院理工学研究科設置（博士前期課程、博士後期課程）。
- 1990年 - 大学院教育学研究科設置、教育専攻科廃止。
- 1991年 - 大学院理学研究科、大学院工学研究科廃止。
- 1992年 - 経済短期大学部を経済学部に合併。
- 1993年
  - 堀川清司学長が誘拐されるが、同日無事保護された[5]。
  - 大学院経済科学研究科設置。
- 1996年 - 教養部を改組[6]。特殊教育特別専攻科設置、東京学芸大学連合学校教育学研究科に参画。大学院連合学校教育学研究科を設置。
- 1997年 - 経済短期大学部廃止。
- 2001年 - 政策科学研究科を政策研究大学院大学に分離。
- 2002年 - 経済科学研究科に博士後期課程設置。
- 2003年 - 文化科学研究科に博士後期課程設置。
- 2004年
  - 国立大学法人法の規定により国立大学法人発足。
  - 埼玉県教育委員会、さいたま市教育委員会と協定を結ぶ。
  - 浦和レッドダイヤモンズ、大宮アルディージャと協定を結ぶ。
- 2005年
  - この年より新入生全員にTOEIC試験を入学式当日に実施。
  - スポーツマネージメント概論（学生、一般を対象）が始まる。講師として、浦和レッズ、大宮アルディージャ、サポータークラブ、Jリーグ関係者など。
- 2006年
  - 大学会館がリニューアル、ローソンが一階にオープン。
  - 大学院理工学研究科を大学院重点化により研究部と教育部に分離。理学部、工学部、大学院理工学研究科教員の所属が全て理工学研究科に配置換。
  - 教育学部の生涯学習課程、人間発達科学課程を養護教諭養成課程に改組[7]。教員養成系に特化。
- 2007年 - 特殊教育特別専攻科廃止。
- 2008年 - 工学部に環境共生学科を設置。
- 2014年 - 国立大学改革、強化推進事業に選ばれた[8]。
- 2015年
  - 経済学部の経済学科、経営学科、社会環境設計学科を経済学科に改組[9]。大学院文化科学研究科、経済科学研究科を人文社会科学研究科に改組[10]。
  - 理学部物理学科卒業の梶田隆章がノーベル物理学賞を受賞
- 2016年
  - 教育学研究科教職実践専攻（教職大学院）、教育学部附属特別支援教育臨床研究センター、先端産業国際ラボラトリー、統合キャリアセンターSUの設置
- 2018年
  - 工学部全７学科を、全５学科（機械工学・システムデザイン学科、電気電子物理工学科、情報工学科、応用化学科、環境社会デザイン学科）に改組
- 2021年
  - 大学院教育学研究科（教職実践専攻）を改組し、大学院教育学研究科（修士課程）廃止
- 2022年
  - 戦略研究センター設置
  - 理工学研究科全6専攻13コースを全5専攻10教育プログラムに改組

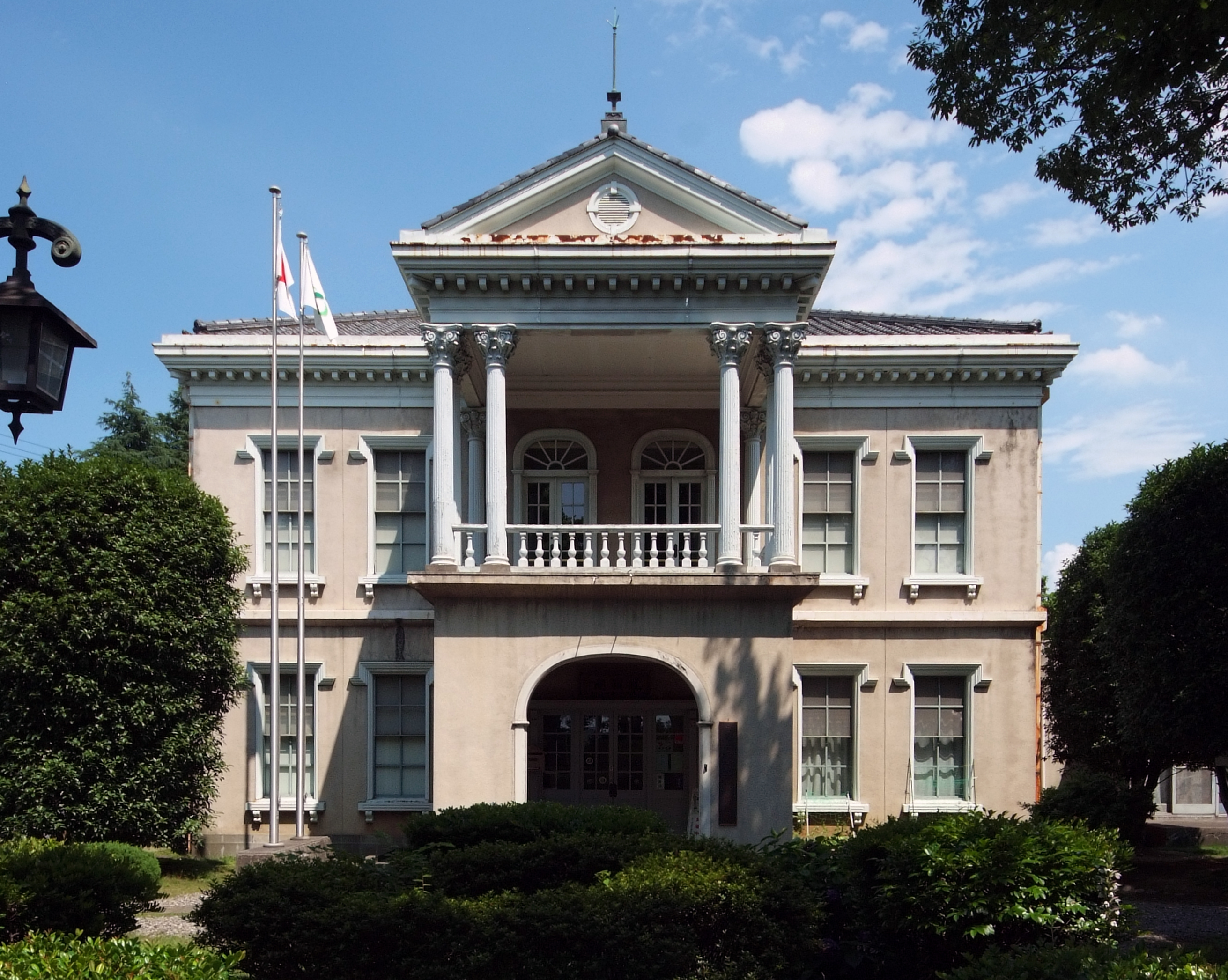
埼玉大学教育学部の前身である埼玉師範学校鳳翔閣玄関部分の復元。

  - ダイバーシティ推進センター設置
- 2023年
  - 社会変革研究センター設置

## キャンパス
大久保キャンパス
- 所在地：埼玉県さいたま市桜区下大久保255
- 敷地面積：305,902㎡
- アクセス
  - 北浦和駅西口から西武バス・国際興業で約15～20分（埼玉大学行き）
  - 南与野駅西口から国際興業で約15～20分（志木駅東口・北朝霞駅・ふじみ野駅東口・埼玉大学・下大久保行き）
  - 志木駅・北朝霞駅から国際興業で約30～35分（南与野駅西口行き）
  - 浦和駅西口から国際興業で約25～30分（大久保浄水場・下大久保・桜区役所行き）

サテライトキャンパス・東京ステーションカレッジ
東京都千代田区神田須田町1-7-9VORT秋葉原maximビル4階
- 最寄駅
  - 神田駅、秋葉原駅から徒歩

## 教育および研究

### 組織

#### 学部
- 教養学部
  - 教養学科[注釈 1]

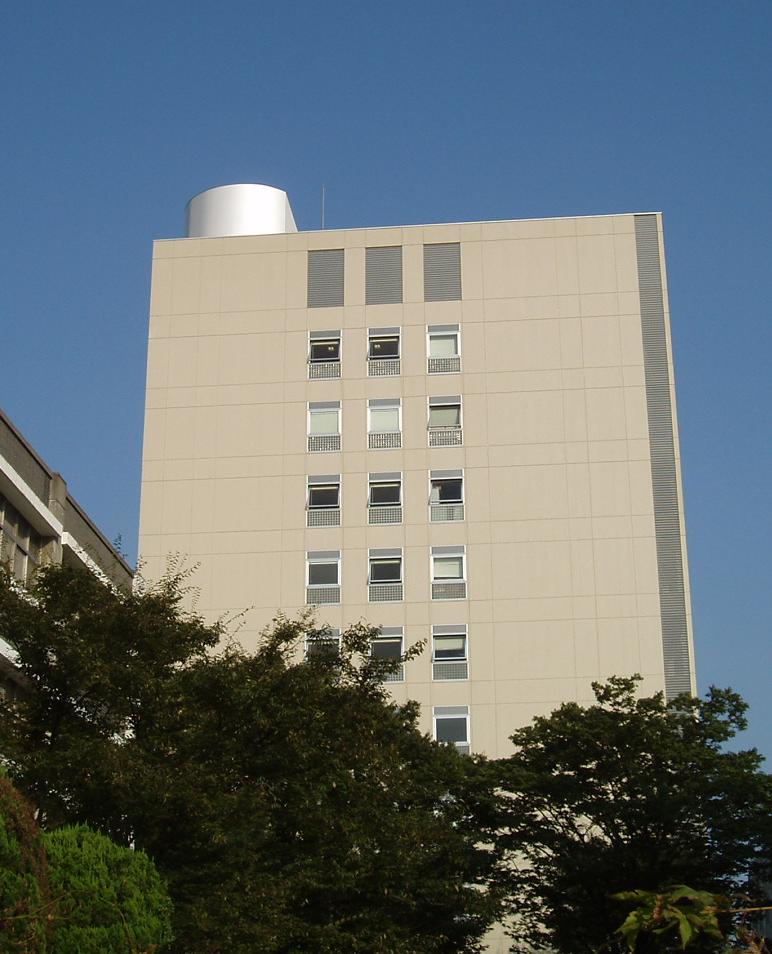
総合研究棟

    - グローバル・ガバナンス専修課程（国際関係論専攻・国際開発論専攻）
    - 現代社会専修課程（社会学専攻・フィールド科学専攻）
    - 哲学歴史専修課程（哲学専攻・芸術論専攻・歴史学専攻）
    - ヨーロッパ・アメリカ文化専修課程（ヨーロッパ文化専攻・アメリカ研究専攻）
    - 日本・アジア文化専修課程（日本文化専攻・東アジア文化専攻）
    - 講座[11]：文化環境、現代社会、哲学歴史、ヨーロッパ文化・アメリカ研究、日本・アジア研究
- 教育学部
  - 学校教育教員養成課程
    - 小学校コース（専修：教育学、心理・教育実践学、言語文化、社会、自然科学、芸術、身体文化、生活創造）
    - 中学校コース（専修：言語文化、社会、自然科学、芸術、身体文化、生活創造）
    - 乳幼児教育コース
    - 特別支援教育コース
    - 講座[11]：総合教育科学、教育心理カウンセリング、学校教育臨床、コラボレーション教育、乳幼児教育、特別支援教育、国語教育、社会科教育、数学教育、理科教育、音楽教育、美術教育、保健体育、技術教育、家政教育、英語教育

  - 養護教諭養成課程
    - 講座[11]：学校保健学

  - 2014年入学生までの課程（学校教育教員養成、養護教諭養成）
- 経済学部
  - 経済学科（昼間コース・夜間主コース）
  - 2014年入学生までの学科（経済・経営・社会環境設計）
- 理学部[12]
  - 数学科（講座：数理代数、大域幾何、数理解析）
  - 物理学科（講座：物性物理学、核物理学）
  - 基礎化学科（講座：合成化学、解析化学）
  - 分子生物学科（講座：生物分子、分子細胞）
  - 生体制御学科（講座：生体情報学、生体機能学、生体適応学）
- 工学部[12]
  - 機械工学・システムデザイン学科
  - 電気電子物理工学科
  - 情報工学科
  - 応用化学科
  - 環境社会デザイン学科
  - 2017年度入学生までの学科（機械工、電気電子システム工、情報システム工、応用化、機能材料工、建設工、環境共生）

#### 研究科
理学部・工学部では、教育・研究を融合させるとともに、学士課程4年と修士課程2年を通した6年一貫教育カリキュラムを標準的なコースとしている。2022年度における理学部の大学院進学率は71.7%、工学部の大学院進学率は65.2%であった。また、2024年度における学位授与状況は、課程博士59件、論文博士4件、累計2121件であった。
- 人文社会科学研究科
  - 研究部[14]（教員組織）（研究領域：哲学・芸術学、史学、文学、言語学、人類学・地理学、法学、政治学、経済学、経営学、商学、社会学）
  - 教育部（教育組織）
    - 博士前期課程
      - 文化環境専攻（コース：グローバル・ガバナンス[注釈 2]、現代社会[注釈 3]、哲学歴史[注釈 4]、ヨーロッパ・アメリカ文化[注釈 5]）
      - 国際日本アジア専攻（コース：日本アジア文化[注釈 6]、日本アジア経済経営[注釈 7]）
      - 経済経営専攻（経済経営コース）

    - 博士後期課程
      - 日本アジア文化専攻
- 文化科学研究科 (2014年入学生まで）
  - 修士課程（専攻：文化構造研究[注釈 8]、日本・アジア研究[注釈 9]、文化環境研究[注釈 10]）
  - 博士後期課程（日本・アジア文化研究専攻[注釈 11]）
- 経済科学研究科（2014年入学生まで）
  - 経済科学専攻(修士課程・博士課程)
- 教育学研究科
  - 修士課程(学校教育専攻)
    - 専修：学校教育[注釈 12]、学校臨床心理、学校保健学、特別支援教育、特別支援教育コーディネーター、特別支援学校教育、教科教育、国語教育、社会教育、数学教育、理科教育、音楽教育、美術教育、保健体育、技術教育、家政教育、英語教育
- 連合学校教育学研究科（東京学芸大学・横浜国立大学・千葉大学との間の連合大学院）
  - 博士課程(学校教育学専攻）
    - 講座：教育構造論、教育方法論、発達支援、言語文化系教育、社会系教育、自然系教育、芸術系教育、健康・スポーツ系教育、生活・技術系教育

理工学研究科
  - 研究部[注釈 13]（教員組織）（部門：生命科学、物質科学、数理電子情報、人間支援・生産科学、環境科学・社会基盤、連携先端研究、戦略的研究）
  - 教育部（教育組織）
    - 博士前期課程
      - 生命科学専攻（プログラム：分子生物学、生体制御学）
      - 物質科学専攻（プログラム：物理学、基礎化学、応用化学）
      - 数理電子情報専攻（プログラム：数学、電気電子物理工学、情報工学）
      - 機械科学専攻（プログラム：機械科学）
      - 環境社会基盤専攻（プログラム：環境社会基盤国際）

    - 博士後期課程
      - 理工学専攻（コース：生命科学、物質科学、数理電子情報、人間支援・生産科学、環境科学・社会基盤、連携先端研究）

## 機構と付属施設
- 教育機構
  - 教育企画室
    - 基盤教育研究センター
    - 英語教育開発センター
    - 日本語教育センター

  - アドミッションセンター
  - 統合キャリアセンターSU
  - 保健センター
  - 教員養成支援センター
- 研究機構
  - 研究推進室
  - 先端産業国際ラボラトリー
  - レジリエント社会研究センター
  - 社会調査研究センター
  - 戦略研究センター
  - 社会変革研究センター
  - リサーチ・アドミニストレーターオフィス
  - 総合技術支援センター
  - 科学分析支援センター
- 図書館

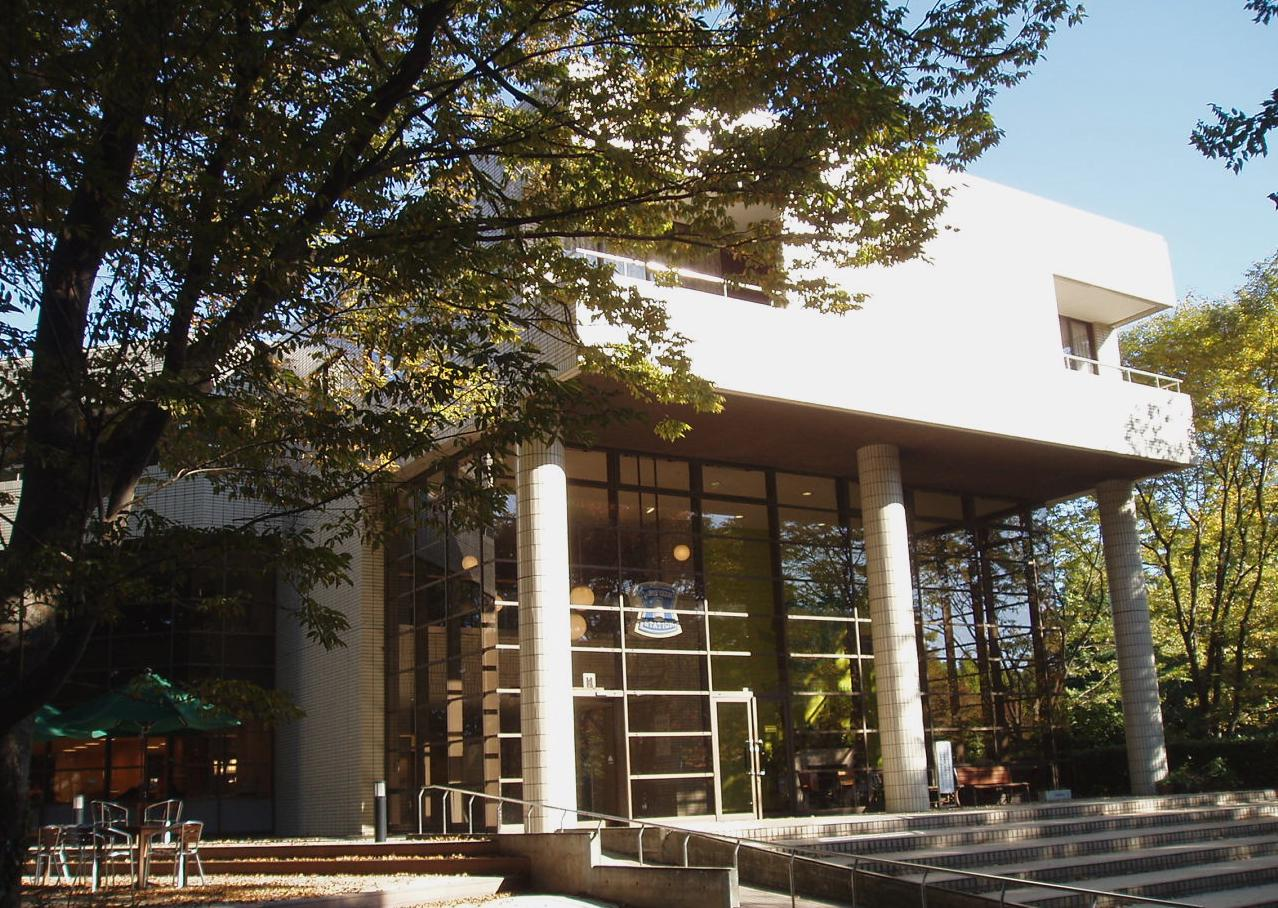
大学会館

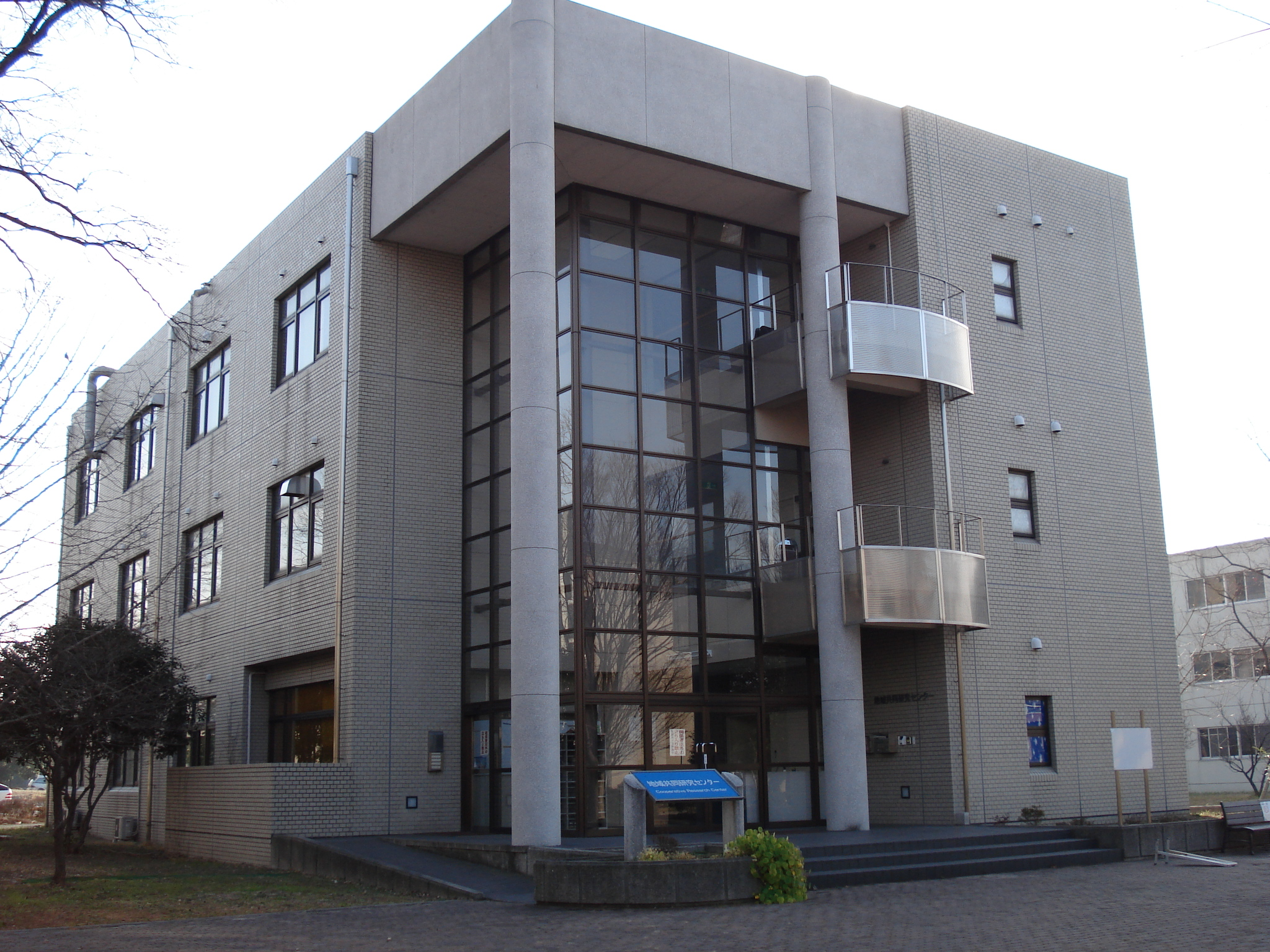
地域オープンイノベーションセンター

- 情報メディア基盤センター（部門：学術情報処理研究開発、高度情報共有環境研究開発。情報メディア教育支援部門）
- 国際本部（国際企画室）
- 学生宿舎 - 埼玉大学の西門より道路を一つ挟んだ位置にある。

### かつて存在した付属施設
- 地圏科学研究センター - 2013年度をもって廃止。工学部建設工学科の一部となる。

## 附属学校園
- 埼玉大学教育学部附属小学校
- 埼玉大学教育学部附属中学校
- 埼玉大学教育学部附属特別支援学校
- 埼玉大学教育学部附属幼稚園

## 大学関係者と組織

### 同窓会
埼玉大学の同窓会には、教養学部の「けやき会」、教育学部の「教友会」、経済学部の「経和会」などがあり、理学部、工学部などでは学科単位で同窓会が存在している。

## 大学・部局間交流協定締結校
国内 大学間交流協定締結校
- 放送大学学園[15]
- 立教大学 [16]
- 埼玉医科大学[17]
- 信州大学、茨城大学、静岡大学、富山大学の各理学部との教育連携協定（2007年)

国外 大学間交流協定締結校
- 西オレゴン大学：（アメリカ、オレゴン州モンマス (Monmouth)）
- 大連理工大学：（中国、遼寧省大連）
- ボーリング・グリーン州立大学：（アメリカ、オハイオ州ボーリング・グリーン (Bowling Green)）
- リンショーピング大学：（スウェーデン、リンショーピング）
- ポーランド日本情報工科大学：（ポーランド、ワルシャワ）
- モナシュ大学：（オーストラリア、ビクトリア州クレイトン (Clayton)）
- モラトゥワ大学：（スリランカ、モラトゥワ）
- タマサート大学：（タイ、バンコク）
- コトブス工科大学：（ドイツ、ブランデンブルク州コトブス）
- チュラロンコーン大学：（タイ、バンコク）
- 東ウクライナ国立大学：（ウクライナ、ルハンシク）
- エスリンゲン工科大学：（ドイツ、バーデン＝ヴュルテンベルク州エスリンゲン・アム・ネッカー (Esslingen am Neckar)）
- トリブバン大学：（ネパール、キルティプル）
- ローレンシアン大学 (Laurentian University) ：（カナダ、オンタリオ州サドバリー）
- 高麗大学校：（韓国、ソウル特別市）
- エセックス大学：（イギリス、エセックス州コルチェスター）
- 開南大学：（台湾、桃園市）
- 済南大学：（中国、山東省済南）
- ベオグラード大学 ：（セルビア、ベオグラード）
- 国立台南大学：（台湾、台南市）
- 西安交通大学：（中国、陝西省西安）
- ワイオミング大学：（アメリカ、ワイオミング州ララミー）
- 中国人民大学：（中国、北京）
- 蘭州大学（兰州大学）:（中国、蘭州）
- ブリュッセル自由大学 :（ベルギー、ブリュッセル）
- ピサ高等師範学校： (Scuola Normale Superiore di Pisa) （イタリア、ピサ）
- アーカンソー州立大学  :（アメリカ、アーカンソー州ジョーンズボロ）
- アリゾナ大学（アメリカ、アリゾナ州ツーソン）
- ルフナ大学 (University of Ruhuna) :（スリランカ、マタラ）
- ポールサバティエ大学 (Paul Sabatier University) ：（フランス、トゥールーズ）

部局間交流協定締結校（大学間交流協定締結校を除く）
- 埼玉県 大学院理工学研究科
  - 埼玉県立がんセンター
  - 埼玉県環境科学国際センター
- ロンドン大学キングスカレッジ・マネージメントセンター：（イギリス、ロンドン）
- イラン文化遺産観光庁・遺跡遺物修復保存センター
- サン・アンドレス大学理学部：（ボリビア、ラパス）
- 北京日本学研究センター：（中国、北京市）
- ニューサウスウェールズ大学語学センター：（オーストラリア）
- 廃棄物の地下貯蔵・処分に関する国際研修センター：（スイス）
- フリードリヒ・シラー大学イェーナ 化学・地質学部：（ドイツ、イェーナ）
- ミドルテネシー州立大学：（アメリカ、テネシー州マーフリースボロー）
- ハワイ大学マノア校工学部：（アメリカ、ハワイ州ホノルル）
- イリノイ大学スプリングフィールド校：（アメリカ,イリノイ州スプリングフィールド）
- ノースカロライナ州立大学アシュビル校：（アメリカ,ノースカロライナ州アシュビル）
- ハノイ土木大学：（ベトナム、ハノイ）
- コンケーン大学工学部：（タイ、コンケーン (Khon Kaen)）
- 東亜細亜文化財研究所：（韓国）
- 東呉大学：（台湾、台北市）
- マンチェスター大学人文学部：（連合王国、マンチェスター）

## その他

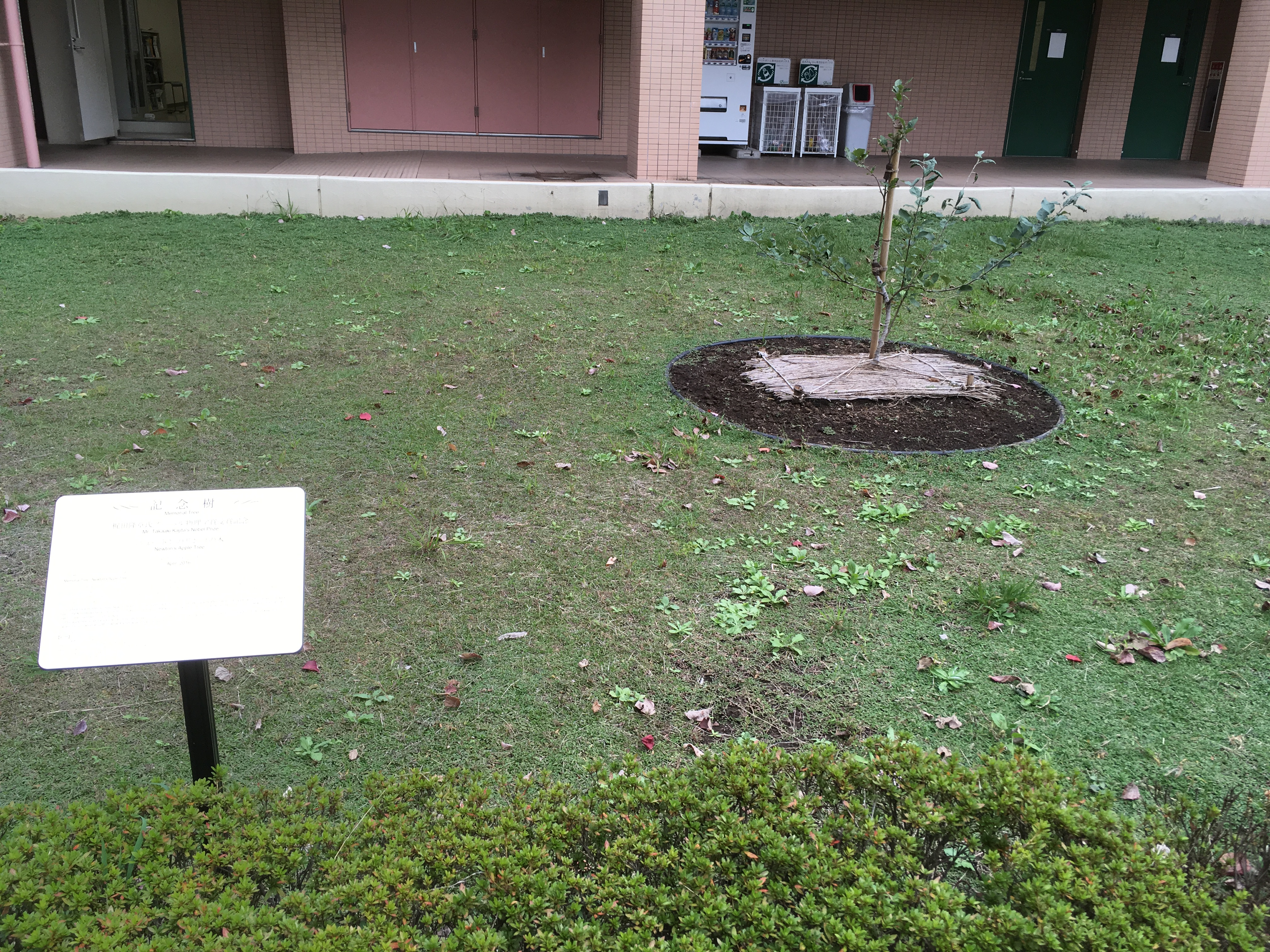
埼玉大学に植樹されたニュートンのリンゴの木。

- 『読売ウィークリー』の主要56大学就職ランクの「公務員・教員就職力」で1位となった[18]。
- CityFMさいたまに埼玉大学学生が制作を行っているラジオ番組「RadioCampus」があり、大学情報を発信している。
- 大学祭は「むつめ祭」[19]。1949年の大学設置より開催されている。例年11月頃に開催される。むつめの名前の由来は、埼玉（さきたま）古墳から見つかった勾玉（まがたま）および仲睦まじい（なかむつまじい）より。
- 前身校の一つである旧制の官立浦和高等学校の校歌「大いなるかな武蔵野は」は、高木市之助作詞、弘田龍太郎作曲で、大正11年（1922年）につくられた。
- 埼玉県のサッカーの歴史は、明治41年に埼玉師範学校（埼玉大学教育学部の前身校）に蹴球部が創設されたことをもって、その嚆矢としている。このこともあり、浦和レッズのエンブレムに描かれた建物は埼玉師範学校の校舎「鳳翔閣」がモデルとされている。
- 2015年ノーベル物理学賞を受賞した梶田隆章が、埼玉大学で講演した記念に、アイザック・ニュートンのリンゴの木が植樹された[20]。
- 2023年にモンテネグロの首相に就任したミロイコ・スパイッチは、2012年に経済学部を卒業したOBである。そのため「外国の首相を輩出した最初の日本の大学」になった。